# مركز بي إم إكس الأولمبي

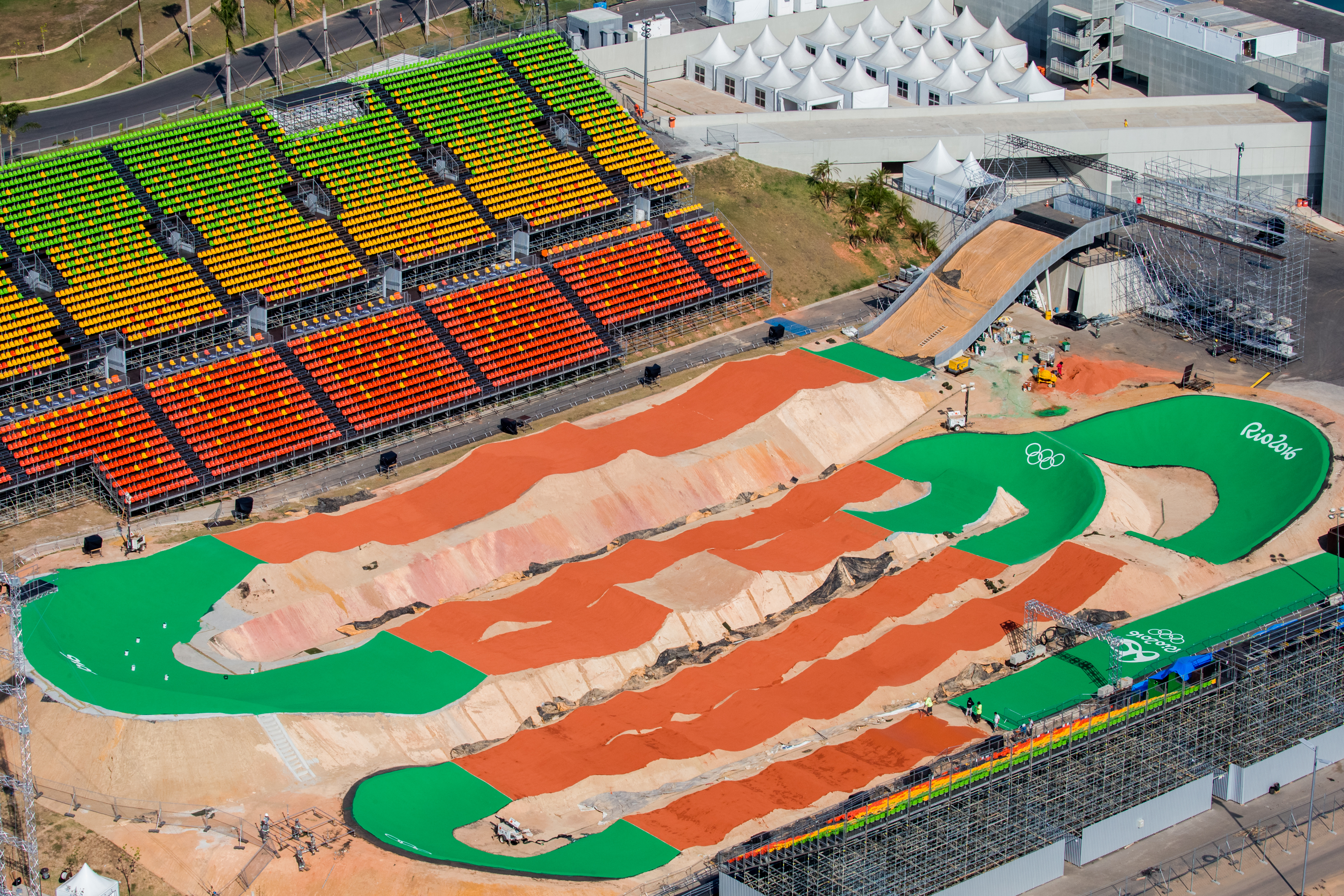
مركز بي إم إكس الأولمبي.

مركز بي إم إكس الأولمبي (بالإنجليزية: Olympic BMX Center)‏ مكان لسابقات ركوب الدراجات، تم تأسيسه لسباقات بي إم إكس وقد استضاف المركز أيضًا بطولة ركوب الدراجات في الألعاب الأولمبية الصيفية 2016 ضمن دورة الألعاب الأولمبية الصيفية 2016 في ريو دي جانيرو، البرازيل.